# Cratere Cannizzaro
Cannizzaro  è il nome di un cratere lunare da impatto intitolato al chimico italiano Stanislao Cannizzaro, situato nell'emisfero lunare opposto alla Terra, subito oltre il margine nordorientale, in una regione che talvolta diviene visibile per il fenomeno della librazione. Cannizzaro si trova sul margine sudoccidentale del cratere Poczobutt, assai più grande.
Il suo bordo appare eroso da molteplici impatti, alcuni dei quali hanno formato profonde incisioni sulle pendici, spesso estese per diversi chilometri. La più evidente di tali incisioni ha lasciato un piccolo cratere, relativamente recente, sul margine nordorientale. Il pianoro interno è quasi piatto, con una cresta centrale appena spostata verso est rispetto al centro, ed è marcato da numerosi minuscoli crateri.